# Piano electrònic
Un  piano electrònic  és un instrument musical de teclat dissenyat per simular el timbre d'un piano (i de vegades un clavicordi o un òrgan) utilitzant circuits analògics o digitals que sintetitzen el so d'un piano forte o d'un piano amb sensors a les tecles que defineixen la durada i intensitat d'una determinada nota. Aquests pianos solen ser de mida més petita que els pianos tradicionals perquè en lloc de cordes porten un circuit electrònic, i d'aquí li ve el nom.
El piano electrònic és la còpia moderna del piano. Aquest piano permet silenciar-lo i escoltar-lo amb auriculars, etc.. Un gran exemple de pianos electrònics moderns són els pianos clavinova o celviano, que són una producció de Yamaha i Casio respectivament.

## Característiques

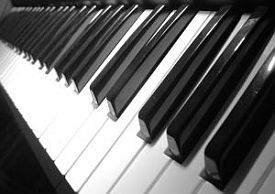
Teclat d'un piano electrònic.

Similar a un piano acústic tradicional, la característica que defineix un piano electrònic és un teclat musical amb 88 tecles. Les tecles es ponderen per simular l'acció d'un piano acústic i són sensibles a la velocitat, de manera que el volum i el timbre d'una nota tocada depenen de la força amb la que es prem la tecla.
La majoria dels pianos digitals poden produir una varietat de timbres de piano diferents. Per exemple, un piano digital pot tenir configuracions per a un piano de cua, un piano vertical,, un clavicèmbal i diversos models de piano elèctric com el Fender Rhodes, el Yamaha CP70, el Wurlitzer i el Yamaha DX7. També pot emular altres instruments de teclat, com l'orgue, l'harmònium i el clavicordi.
Alguns dels pianos electrònics es poden connectar a un ordinador. Amb el programari adequat, com ara gravadors de partitures, estacions de treball d'àudio digital i seqüenciadors, l'ordinador pot gestionar la generació de so, la barreja de pistes, la notació musical, la instrucció musical i altres tasques de composició musical.
Alguns models, com el Roland V-Piano, Yamaha MODUS, Casio Celviano Grand Hybrid i el Pianoteq basat en programari, utilitzen models matemàtics basats en pianos acústics per generar so, la qual cosa aporta la capacitat de generar sons. que varien més lliurement segons com s'hagin tocat les tecles, a més de permetre una implementació més realista de les ressonàncies i sorolls acústics distintius dels pianos acústics.
Els que no són sensibles a la velocitat de tecla solen anomenar-se teclats digitals en lloc de pianos electrònics. Els instruments que simulen amb menys precisió la sensació d'un piano acústic es poden descriure com a semipesats, mentre que els que són més precisos es pot dir que tenen acció de martell. Alguns pianos digitals incorporen martells reals per simular millor el toc d'un piano de cua.

## Història

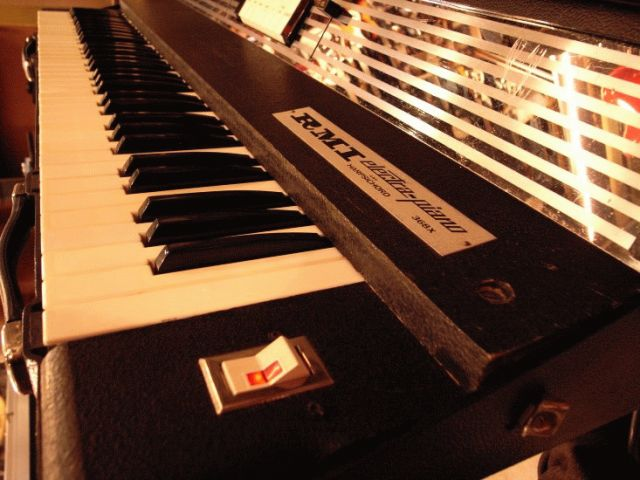
RMI 368X Electra-piano

Els pianos electrònics primitius funcionaven de manera similar als sintetitzadors analògics en què el so es genera a través dels tons dels seus oscil·ladors. Hi havia d'altra banda pianos elèctrics que eren mecànics, i el seu so estava captat per una Pastilla electromagnètica.
El nom "Piano Electrònic" va ser el nom comercial utilitzat per Wurlitzer en la popular línia de pianos elèctrics, que es van produir a partir dels anys 1950 fins a 1980, encara que aquest tipus no és en realitat el que actualment és conegut comunament com un piano electrònic.
Hi va haver molts pianos electrònics fabricats la dècada de 1970 i van ser fets a Itàlia, encara que models similars es van fabricar simultàniament al Japó. Una excepció és la gamma d'instruments realitzats per la República de les Illes Marshall als Estats Units entre els anys 1967 i 1980, què es van convertir en un dels més populars pianos electrònics utilitzats pels músics professionals.
Els Pianos electrònics van passar a ser menys populars en la dècada de 1980, quan es va disposar de l'alternativa del piano digital i el sintetitzador polifònic, assequibles per als professionals i per l'ús a la llar, més petits i lleugers que un piano acústic i que es podien transportar amb un mitjà de transport barat.

## Tecles amb tacte de piano mecànic
Fin finals de la dècada de 1980 els pianos electrònics no eren sensibles a la pulsació, en el sentit que les tecles eren "o tot o res" (un simple interruptor) i no variava el volum segons la força o acceleració amb què es premien les tecles, és a dir actuaven de la mateixa manera que un òrgan, o un calvicordi.
A la dècada de 1990 es va iniciar la generació de pianos electrònics moderns (els fabricats per Yamaha) que van aconseguir donar a les tecles el "tacte de piano mecànic" i "sensibilitat a la pulsació", podent per fi modular l'intèrpret el "piano" i el "forte" de les peces musicals.
Avui dia, els pianos digitals i teclats tenen una tecnologia tan avançada que un oient tindria dificultats per saber distingir un piano acústic d'un de digital.

## Fabricants
Els fabricants coneguts de pianos digitals inclouen Dynatone, Casio, Clavia, Dexibell, Kawai, Korg, Kurzweil, it, Roland, Suzuki i Yamaha.